# Trận Hà Dương
Trận Hà Dương (giản thể: 河阳之战; phồn thể: 河陽之戰; Hán-Việt: Hà Dương chi chiến) là một phần cuộc chiến trong loạn An Sử vào giữa thế kỷ 8 trong lịch sử Trung Quốc giữa nhà Đường và chính quyền Đại Yên do An Lộc Sơn lập ra từ năm 756.

## Bối cảnh
Năm 757, cuộc chiến chống Đại Yên của nhà Đường khá thuận lợi khi quân Đường thu phục được 2 kinh Lạc Dương và Trường An. Vua Yên là An Khánh Tự liên tiếp bại trận, phải lui về cố thủ ở Nghiệp Thành.
Đường Túc Tông huy động 60 vạn quân từ Tiết độ sứ 9 phương đi đánh Nghiệp Thành. Tướng Yên là Sử Tư Minh vốn đã hàng nhà Đường lại trở lại theo Yên, mang quân cứu Nghiệp Thành. Kết quả quân Đường bị đánh tan tác.
Nghiệp Thành được giải vây, Sử Tư Minh giết chết An Khánh Tự cướp ngôi vua Đại Yên. Đường Túc Tông nghe lời hoạn quan Ngư Triều Ân, quy trách nhiệm trận thua Nghiệp Thành cho Quách Tử Nghi nên triệu Lý Quang Bật về kinh phong làm Thái úy kiêm trung thư lệnh, thay Tử Nghi làm Tiết độ sứ phương bắc, chỉ huy quân Đường chống quân Yên.
Sử Tư Minh đang đà thắng lợi, phát binh đánh xuống phía nam.

## Diễn biến

### Lý Quang Bật thay Quách Tử Nghi
Khi nhận lệnh thay Quách Tử Nghi, Lý Quang Bật từ Biện châu lên đường tới Lạc Dương ngay trong đêm tiếp quản quân của Tử Nghi. Ông dặn phó tướng Hứa Thúc Ký cố gắng giữ thành trong nửa tháng thì sẽ đến cứu. Đến nơi, ông chỉnh lý lại hiệu lệnh chặt chẽ. Đội quân của Tử Nghi vốn quen được đối xử nhân hậu rộng rãi, lúc đó bị kỷ luật siết chặt của Quang Bật nên nhiều người không bằng lòng .
Trong khi Quang Bật tiếp quản quân của Tử Nghi thì Sử Tư Minh đánh đến Biện châu. Hứa Thúc Ký không theo lời dặn của Quang Bật, cùng các thuộc hạ Lương Phủ, Lưu Tùng Gián đầu hàng quân Yên.
Sử Tư Minh có thêm lực lượng của Thúc Ký, khí thế càng mạnh. Ông sai các hàng tướng đi đánh Giang, Hoài, còn mình mang quân đánh Lạc Dương, khí thế rất mạnh mẽ.

### Sử Tư Minh tiến vào Lạc Dương
Trước thế mạnh của quân Yên, Lý Quang Bật liệu thế không chống nổi. Lưu thủ Lạc Dương là Vĩ Trắc đề nghị rút về hẳn Đồng Quan, dựa vào địa thế hiểm trở để chống cự.
Lý Quang Bật không nhất trí, ông cho rằng như vậy là bỏ hẳn 500 dặm đất cho quân Yên chiếm. Lý Quang Bật chủ trương rút về Hà Dương, dựa vào Trạch Lộ và 3 thành ở Củng Nam, Bắc thành và Trung Đan làm chỗ dựa chống quân Yên.
Không ai còn ý kiến khác, Lý Quang Bật lệnh cho toàn dân trong thành cùng quân lính dời đi Hà Dương, để lại thành không cho quân Yên.
Sử Tư Minh biết Lý Quang Bật giỏi dùng binh, thấy quân Đường rút đi vẫn thận trọng không đuổi riết mà đợi quân Đường và dân Lạc Dương đi hết mới thúc quân vào chiếm thành.
Khi Lý Quang Bật mang quân dân dời thành thì trời tối, phải đốt đuốc đi đường. Lý Quang Bật điều dân, quân vào 3 thành ở Hà Dương, hạ lệnh cho mọi người sửa sang, tu bổ 3 tòa thành chuẩn bị phòng thủ. Ông ban lệnh giữ thiết quân luật trong cả ba thành.
Sử Tư Minh tiến vào Lạc Dương chỉ còn thành không, không thu được gì, lại sợ Lý Quang Bật mang quân trở lại đánh úp, nên mang quân ra đóng ở chùa Bạch Mã tại phía đông Lạc Dương, không vào trong cung điện ở nội thành. Ngoài thành Lạc Dương, ông cho đào nhiều hào công sự phòng thủ hình bán nguyệt.

### Giao tranh ở Hà Dương
Tháng 10 năm đó, sau khi an tâm về việc phòng thủ Lạc Dương, Sử Tư Minh mang đại quân tấn công Hà Dương. Lý Quang Bật bình tĩnh bố trí phòng thủ. Tiên phong quân Yên là Lưu Long Tiên đến đánh thành, giương oai diễu võ. Lý Quang Bật sai Bạch Hiếu Đức ra trận chém chết Long Tiên.
Sử Tư Minh nuôi 1000 con ngựa tốt, hàng ngày cho ra bờ suối ăn cỏ. Lý Quang Bật dụng tâm chiếm lấy, bèn sai thả 500 ngựa cái trong thành ra. Ngựa con trong thành vắng mẹ nên cất tiếng hí gọi. Khi ngựa mẹ và ngựa con gọi nhau thì bầy ngựa của quân Yên đồng loạt lội qua suối đuổi theo đàn ngựa cái. Lý Quang Bật cho mở cửa thành lùa cả ngựa cũ và ngựa mới vào.
Sử Tư Minh đánh Hà Dương lâu ngày không hạ được. Lý Quang Bật tránh địch ở chính diện mà mang một cánh quân đi phản kích ở phía tây thành Trung Đan, đánh bại 5000 quân địch, chém hơn 1000 người.
Tuy giữ được thành nhưng Lý Quang Bật sắp cạn lương trong thành Hà Dương. Ông giao lại thành cho Lý Bão Ngọc, dặn cố thủ trong 2 ngày, còn tự mình ra Hà Thanh trưng thu lương thực. Để đề phòng quân Yên cắt đường vận chuyển, ông chia một cánh quân đóng ở bến Dã Thủy phía bắc Hà Thanh. Sau ngày đầu tiên, ông cho thuộc tướng Ung Hy Hạo chỉ huy hơn 1000 quân ở lại bến Dã Thủy, còn ông đột ngột trở lại Hà Dương và dặn Hy Hạo:
Thuộc hạ của Sử Tư Minh là Lý Nhân Việt, Cao Đình Huy, Dự Văn Cảnh đều là mãnh tướng, tối nay ắt có một kẻ đến tập kích. Các ngươi chỉ phòng thủ, không được ra đánh. Nếu hắn muốn đầu hàng thì giải hắn về Hà Dương
Hy Hạo ngạc nhiên nghe lệnh. Đêm hôm đó Lý Nhân Việt mang quân Yên đến đánh, Hy Hạo cố ý cho quân nói to cho quân Yên biết là quân Đường đã phòng thủ chặt. Còn Lý Nhân Việt vốn nhận lệnh của Sử Tư Minh, phải đi đánh úp bắt cho được Lý Quang Bật nhân cơ hội Quang Bật đã rời thành, nếu không bắt được Quang Bật thì bị tội chết. Vì không gặp Lý Quang Bật, Nhân Việt sợ tội với Tư Minh nên xin hàng.
Nhân Việt đến Hà Dương đầu hàng Lý Quang Bật, lại định viết thư dụ bạn là Cao Đình Huy về hàng, nhưng Quang Bật khẳng định không cần dụ thì Đình Huy cũng hàng. Mấy ngày sau, Đình Huy cũng tới hàng. Cả hai hàng tướng được Lý Quang Bật trọng đãi. Mọi người rất khâm phục sự tính toán của ông.
Trong khi Lý Quang Bật ra ngoài lấy lượng thì Chu Bão Ngọc cũng đánh lui được một đợt tấn công của quân Yên dưới quyền Chu Chí.
Chu Chí rút lui, lại mang 5000 quân đến đánh thành Trung Đan. Lý Quang Bật vừa từ bến Dã Thủy trở về Trung Đan, hạ lệnh dựng rào gỗ phòng thủ. Chu Chí mang quân đến nơi, Lý Quang Bật sai bộ tướng Lệ Phi Nguyên Lễ ra đánh. Nguyên Lễ dùng kị binh phối hợp với bộ binh đánh bại Chu Chí.
Thấy Chu Chí liên tiếp thất bại, Sử Tư Minh thay đổi chiến thuật. Ông cho thuyền gỗ chở củi tẩm dầu châm lửa, thả trôi từ thượng nguồn xuống để đốt cháy 2 cây cầu nhằm chia cắt sự liên lạc giữa 3 tòa thành Hà Dương. Nhưng Lý Quang Bật phòng bị trước, ông sai quân dùng sào dài chặn thuyền và lấy đá lớn dìm thuyền lửa xuống sông.
Sử Tư Minh tức giận lại sai Chu Chí mang 3 vạn quân đánh Bắc thành, còn tự mình tấn công Nam thành. Quang Bật đoán biết quân Yên chỉ tấn công Bắc thành, bèn giao cho Lý Bão Ngọc trấn thủ Nam thành, còn mình mang quân chủ lực ra Bắc thành. Thấy quân địch tuy đông nhưng hỗn loạn, Lý Quang Bật dự liệu quân Yên không đáng sợ. Ông sai 2 bộ tướng Hách Ngọc và Luận Dung Trinh chia đường ra đánh. Quân Đường đại phá quân Yên, giết hơn 1 vạn người, bắt sống 2 tướng Yên là Từ Hoàng Ngọc và Lý Tần Thu cùng 8000 người, thu rất nhiều khí giới.
Sử Tư Minh đang đánh Nam thành, không biết quân đánh Bắc Thành bại trận. Lý Quang Bật sai mang tù binh bắt được đến Nam thành, chém ở bờ sông để uy hiếp quân Yên. Quân yên khiếp sợ, Sử Tư Minh phải lui quân về Lạc Dương.
Lý Quang Bật thừa thắng mang quân tấn công Hoài châu, bắt sống các tướng Yên là Chu Chí, An Thái Thanh, Dương Hy Văn, giải về Trường An.

## Hậu quả và ý nghĩa
Trong trận Hà Dương, Lý Quang Bật chỉ có 2 vạn quân nhưng đã bại hơn 10 vạn quân Yên của Sử Tư Minh. Ý định đánh nhanh thắng nhanh, đẩy lùi quân Đường về phía tây để tấn công vào Trường An lần thứ hai của Sử Tư Minh thất bại.
Lý Quang Bật đã có lựa chọn sách lược đúng đắn, cầm chân được quân Yên ở phía đông, giữ vững vùng kiểm soát phía đông của nhà Đường. Nhờ công lao trong trận này, ông được phong làm Lâm Hoài quận vương, phong thực ấp 1500 hộ.
Lý Quang Bật tuy thắng nhưng quân ít hơn nhiều so với Sử Tư Minh nên không thể tổ chức phản công toàn diện mà chỉ tiếp tục duy trì tổ chức phòng ngự. Vì vậy Sử Tư Minh có cơ hội tấn công lần tiếp theo.